# 아이스 프린세스 (영화)
아이스 프린세스(Ice Princess)는 캐나다에서 제작된 팀 파이웰 감독의 2005년 가족, 코미디, 드라마 영화이다. 조안 쿠삭 등이 주연으로 출연하였고 브리짓 존슨 등이 제작에 참여하였다.

## 출연

### 주연
- 조안 쿠삭
- 킴 캐트럴
- 미셸 트라첸버그

### 조연
- 헤이든 파네티어
- 트레버 블러머스
- 코니 레이
- 커스틴 올슨
- 줄리아나 카나로조
- 조슬린 레이

## 제작진
- 협력프로듀서: 리처드 코원
- 미술: 레스터 코헨
- 의상: 마이클 데니슨
- 배역: 로스 클라이스데일
- 배역: 사라 핀
- 배역: 랜디 힐러